# Max (2015)
Max is een Amerikaanse familiefilm uit 2015 onder regie van Boaz Yakin.

## Verhaal
Max is een Mechelse herder die in dienst is bij de U.S. Navy. Wanneer zijn eigenaar in Afghanistan om het leven komt, keert hij getraumatiseerd terug naar Amerika. Hij wordt geadopteerd door de familie van zijn vroegere eigenaar en schept een band met diens veertienjarig broertje. Ze komen samen achter de ware toedracht van de dood van de soldaat.

## Rolverdeling
| Acteur              | Personage         |
| ------------------- | ----------------- |
| Josh Wiggins        | Justin Wincott    |
| Thomas Haden Church | Ray Wincott       |
| Lauren Graham       | Pamela Wincott    |
| Luke Kleintank      | Tyler Harne       |
| Dejon LaQuake       | Chuy              |
| Mia Xitlali         | Carmen            |
| Robbie Amell        | Kyle Wincott      |
| Jay Hernandez       | Sergeant Reyes    |
| Owen Harn           | Hulpsheriff Stack |
| Joseph Julian Soria | Emilio            |
| Carlos              | Max               |

## Productie
Het filmen begon op 12 mei 2014 en de bioscooprelease werd eerst voorzien voor 30 januari 2015, verplaatst naar 21 augustus 2015 en later twee maanden vervroegd naar 26 juni 2015. De film kreeg van de critici wisselende tot matige kritieken.